# Jiří Zavřel
Jiří Zavřel (5. října 1949 Praha – 1. června 2010 Praha) byl český herec.

## Život
Narodil se do umělecké rodiny v Praze herci a režisérovi Miloši Zavřelovi. Mezi lety 1966 až 1971 účinkoval jako elév v pražském Hudebním divadle v Karlíně, později se stal členem Kladivadla v Ústí nad Labem. Kvůli tehdejší politice se přečlenil do ústeckého Činoherního studia. Po roce 1989 se začal věnovat dabingu, kde dosáhl velmi dobrých výsledků. Svůj hlasový projev využil v operetním repertoáru, kde zpíval. Byl také několikrát režisérem českého znění, nahrával audioknihy nebo se ozýval v rozhlase či televizi.
Zemřel po dlouhé nemoci 1. června 2010 v Praze ve věku 60 let.